# Ringarum
Ringarum är en tätort i Valdemarsviks kommun i Östergötlands län och kyrkby i Ringarums socken.
Ringarum är beläget vid E22:an mellan Söderköping och Valdemarsvik i sydöstra delen av Östergötland.

## Historia
En äldre medeltida kyrka ersattes 1777 med nuvarande Ringarums kyrka. När järnvägen mellan Söderköping och Valdemarsvik blev klar 1906 växte ett samhälle upp runt Ringarums järnvägsstation i närheten av kyrkan. Samhällets kommers blomstrade i mitten av 1900-talet, liksom i andra små svenska orter, men den lokala handeln har minskat. Järnvägen lades ned 1966.
Ringarums hembygdsförening bildades 1933.

### Befolkningsutveckling
| Befolkningsutvecklingen i Ringarum 1960–2020 | Befolkningsutvecklingen i Ringarum 1960–2020 | Befolkningsutvecklingen i Ringarum 1960–2020 | Befolkningsutvecklingen i Ringarum 1960–2020 | Befolkningsutvecklingen i Ringarum 1960–2020 |
| -------------------------------------------- | -------------------------------------------- | -------------------------------------------- | -------------------------------------------- | -------------------------------------------- |
|                                              |                                              |                                              |                                              |                                              |
| År                                           |                                              |                                              | Folkmängd                                    | Areal (ha)                                   |
| 1960                                         | 1960                                         |                                              | 510                                          |                                              |
| 1965                                         | 1965                                         |                                              | 492                                          |                                              |
| 1970                                         | 1970                                         |                                              | 455                                          |                                              |
| 1975                                         | 1975                                         |                                              | 451                                          |                                              |
| 1980                                         | 1980                                         |                                              | 490                                          |                                              |
| 1990                                         | 1990                                         |                                              | 571                                          | 91                                           |
| 1995                                         | 1995                                         |                                              | 620                                          | 91                                           |
| 2000                                         | 2000                                         |                                              | 623                                          | 91                                           |
| 2005                                         | 2005                                         |                                              | 605                                          | 91                                           |
| 2010                                         | 2010                                         |                                              | 577                                          | 92                                           |
| 2015                                         | 2015                                         |                                              | 605                                          | 121                                          |
| 2020                                         | 2020                                         |                                              | 606                                          | 122                                          |
|                                              |                                              |                                              |                                              |                                              |

## Näringsliv
Norrköpings enskilda bank etablerade ett kontor i Ringarum under 1916. Denna bank övertogs ett decennium därefter av Östgöta enskilda bank. Även Valdemarsviks sparbank hade ett kontor i Ringarum. Båda dessa kontor lades senare ner. Sparbanken lade ner under 2000-talets första decennium

## Personer med anknytning till orten
- Edvard Andersson, lantbrukare och politiker
- Georg Blomstedt, skådespelare
- Bengt Edlén, professor i fysik
- Håkan Edlén, flöjtist och musikproducent
- Margareta af Forselles, kvinna som mördades på 1960-talet
- Sven Hansson i Torp, lantbrukare, mejerist och politiker
- Daniel Hermansson, poddare
- Gottfrid Holde, skådespelare
- Alfred Kämpe, författare och tidningsman
- Oskar Nilsson, ryttare och olympisk bronsmedaljör 1920
- Ivar Nilzon, lantbrukare och centerpartistisk politiker
- Svante Påhlson, militär, företagsledare och konstmecenat
- Åke Rusck, ingenjör, ämbetsman och företagsledare
- Helena Snakenborg, hovdam åt drottning Elisabet I av England

## Bilder

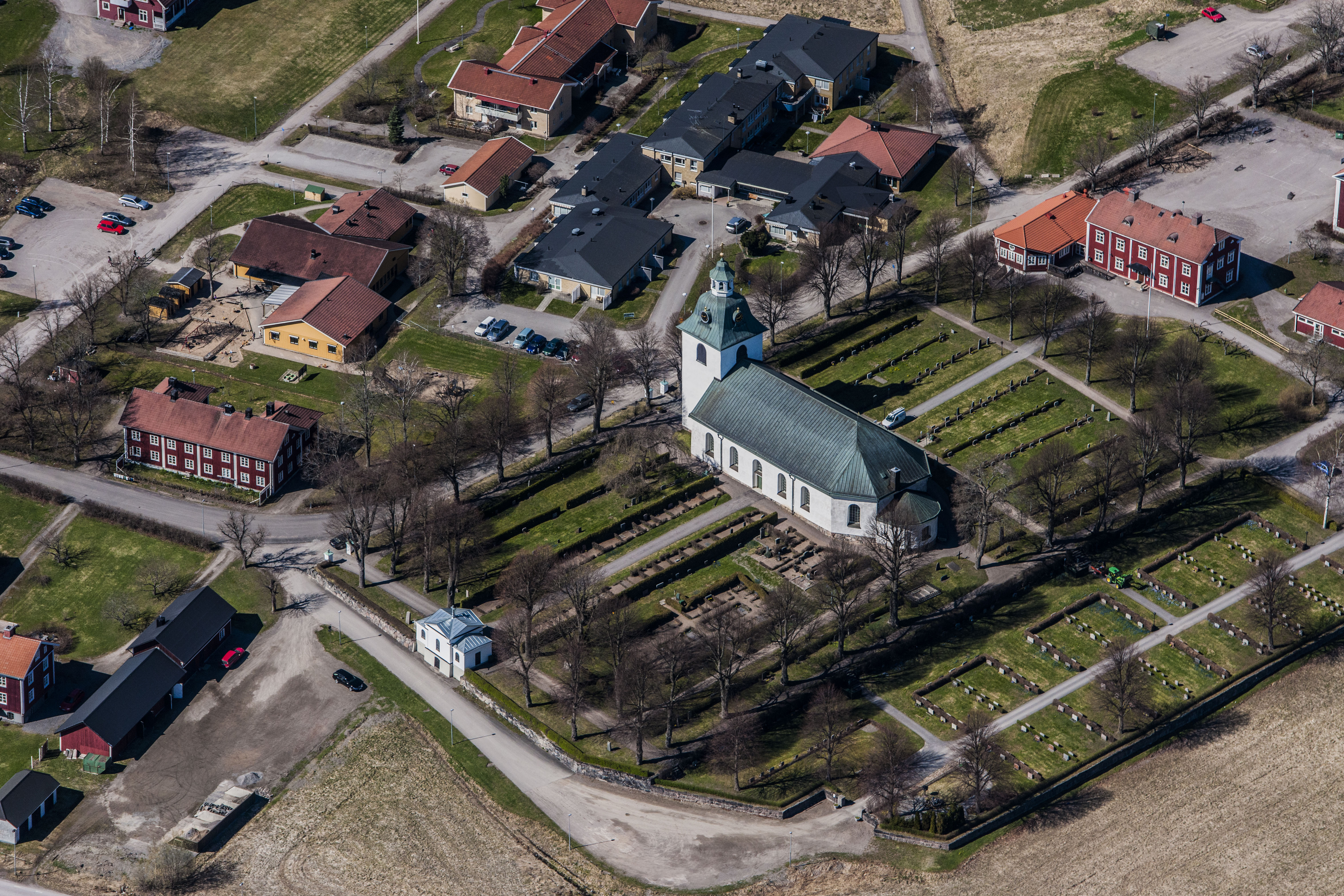
Kyrkan från luften.
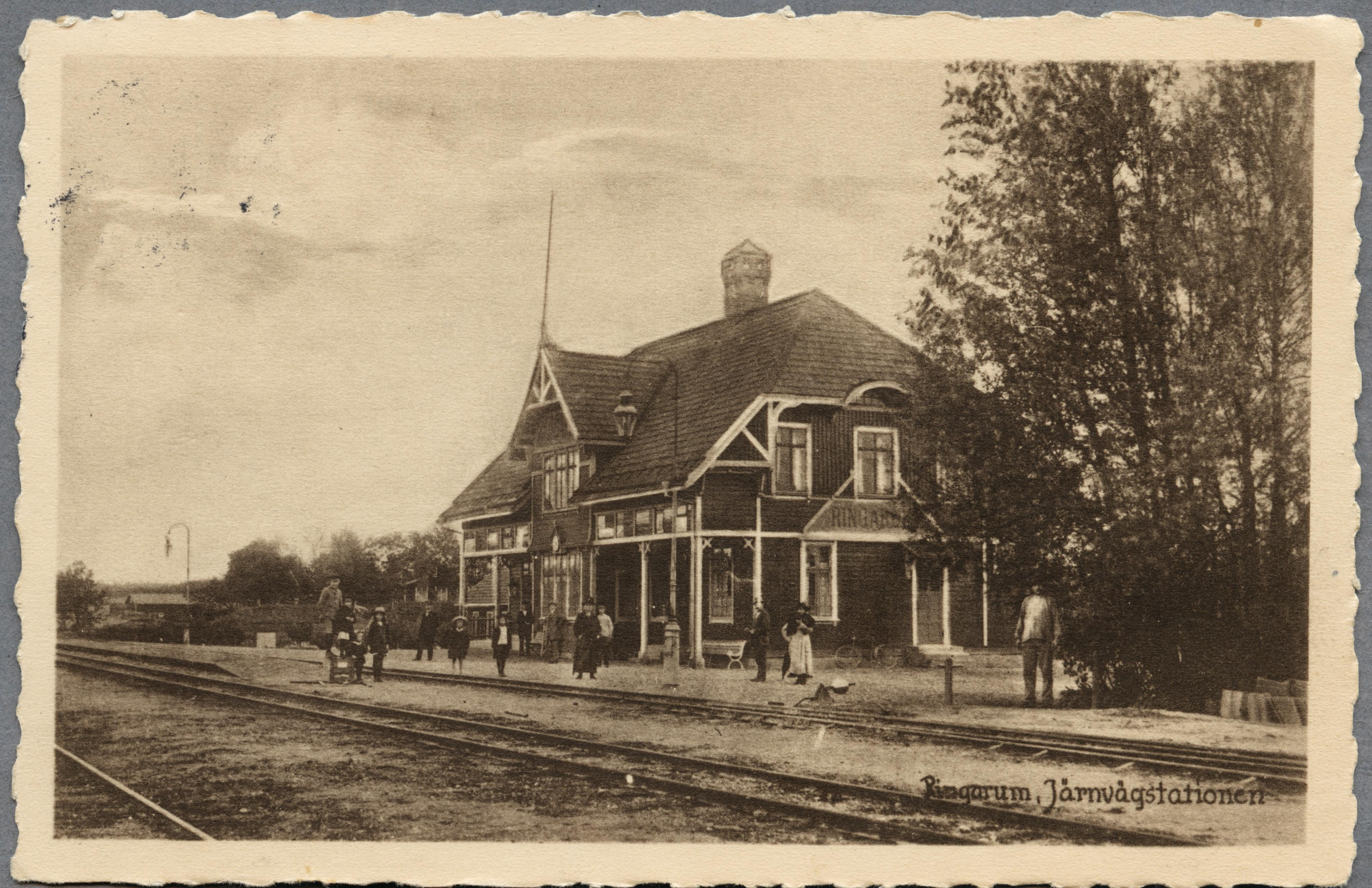
Stationen 1921.
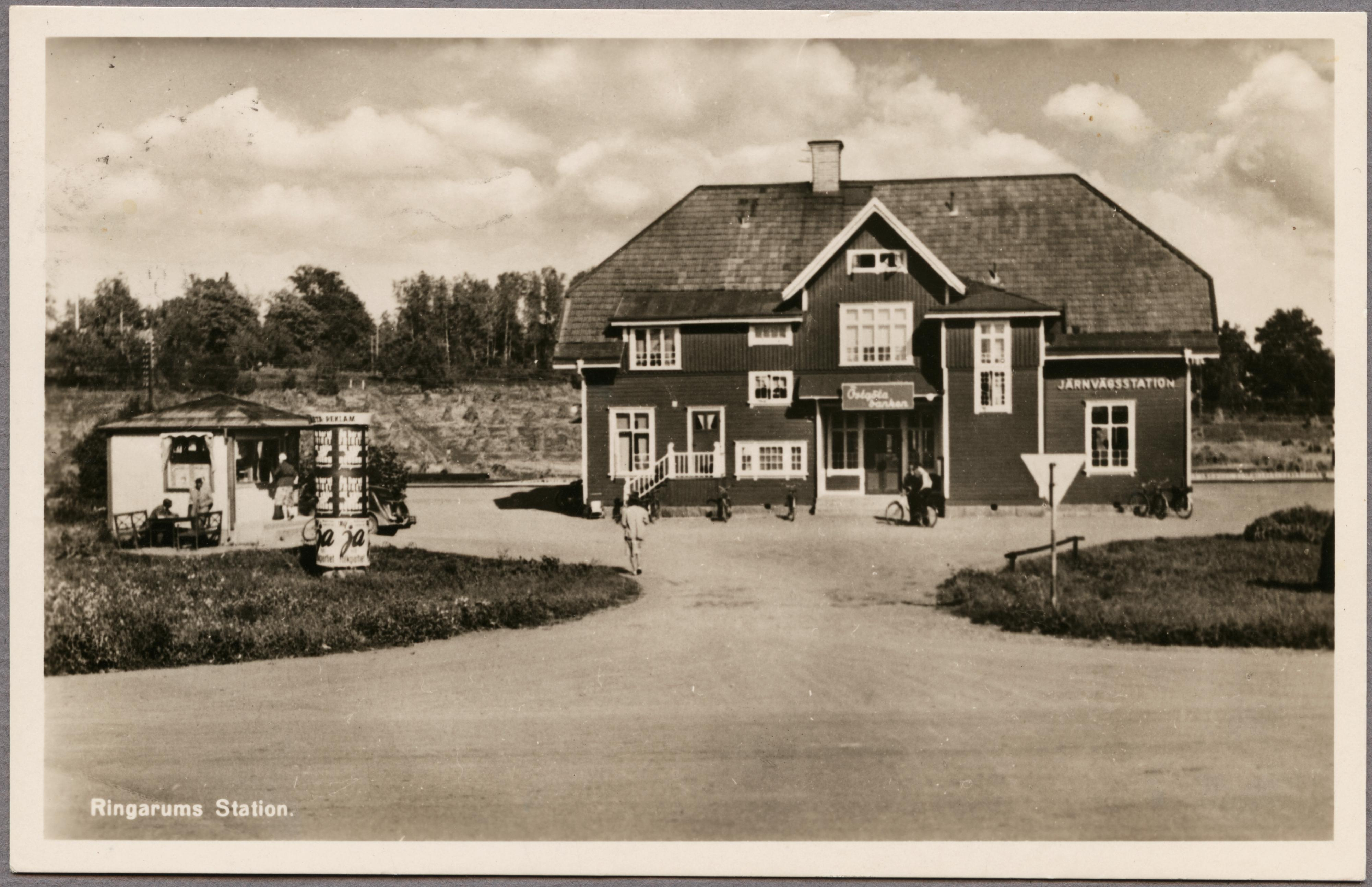
Stationen 1948.